# Ahmad aš-Šukajrí
Ahmad aš-Šukajrí (arabsky أحمد الشقيري‎; 1. ledna 1908 Tibnín – 26. února 1980 Ammán) byl palestinský politik, v letech 1946–1948 člen Vysokého arabského výboru a mezi roky 1964–1967 předseda Organizace pro osvobození Palestiny.

## Život

### Rodina
Jeho otec Asad byl starostou Akka. V posledních letech existence Osmanské říše byl hlasitým odpůrcem arabského nacionalismu a sympatizoval s některými sionistickými institucemi. Mimo jiné měl dvě manželky, Turkyni a Arabku, přičemž Ahmada zplodil s Arabkou.

### Mládí
Narodil se roku 1908 ve městě Tibnín v Osmanské říši (nyní Libanon). Jako dítě se s matkou přestěhoval do Túlkarimu a v roce 1916 se celá rodina přestěhovala do Akka. Vystudoval jeruzalémskou střední školu Cahjun a poté pokračoval ve studiu na Americké univerzitě v Bejrútu, avšak po roce byl kvůli podvratné činnosti vyloučen. Vrátil se do Jeruzaléma, kde přes den pracoval v arabských novinách a po večerech studoval právo. Ještě před dostudováním spoluzaložil v srpnu 1932 Stranu nezávislosti. Právnickou kvalifikaci získal roku 1933. Následně si otevřel právnickou kancelář a oženil se. Na začátku roku 1936 jej úřady Britského mandátu Palestina označily za nebezpečného. V květnu téhož roku byl po vypuknutí arabského povstání na tři měsíce deportován do vesnice Samach. V říjnu následujícího roku byl odsouzen ke třem měsícům vězení.
V červnu 1939 byl posly Amína al-Husajního zavražděn jeho nevlastní bratr.

### Ministr informací a člen Vysokého arabského výboru
Na konci druhé světové války se připojil k Músovi Alamímu a vydal se na misi do Washingtonu D.C., kde otevřel arabskou informační kancelář. Pobýval zde od července do listopadu 1945 a poté se vrátil do Izraele, kde řídil arabské ministerstvo informací v Jeruzalémě. V březnu 1946 vypovídal před Anglo-americkým vyšetřovacím výborem, kde mimo jiné odsoudil Balfourovu deklaraci. V březnu 1946 byl zvolen do výkonného výboru Vysokého arabského výboru a zúčastnil se zasedání Ligy arabských států. Účastnil se schůzek s arabskými vůdci s cílem získat spojence k boji o Zemi izraelskou. V listopadu 1946 rezignoval na svou funkci na ministerstvu informací kvůli obvinění z neúspěchu ministerstva. V polovině roku 1947 odjel do Jižní Ameriky, aby získal podporu pro Araby.
Po vypuknutí první arabsko-izraelské války v roce 1948 uprchl do Damašku kvůli rivalitě mezi Amínem al-Husajním a Músou Alamím.

### Diplomatická kariéra
Zúčastnil se Valného shromáždění OSN pořádaného v roce 1948 v Paříži, kde zastupoval Araby ze Země izraelské. V listopadu téhož roku před Politickým výborem OSN odmítl plán OSN na rozdělení Palestiny. Poté, co se většina zemí rozhodla podpořit nezávislost Izraele, Šukajrí odletěl do Káhiry, aby vyzval Araby k boji proti Izraeli a zabránil jeho mezinárodnímu uznání. Mimo jiné cestoval po hlavních městech arabských zemí, aby bojoval proti Jordánsku, které oznámilo anexi Západního břehu Jordánu.
V roce 1949 byl poradcem syrské delegace na konferenci v Laussane. Později působil jako člen syrské delegace při OSN (1949–1951) a asistent tajemníka Ligy arabských států (1950–1956). V tomto období se zasazoval o aplikování rezoluce Valného shromáždění OSN č. 303 o internacionalizaci Jeruzaléma. Ačkoli odmítl jakékoli uznání Izraele s odůvodněním, že se jedná o nelegální stát, naznačil, že pokud budou splněny některé požadavky (např. internacionalizace Jeruzaléma či návrat k hranicím dle plánu OSN), bude možné najít kompromis. V roce 1952 se připojil ke kampani proti dohodě o reparacích mezi Izraelem a Západním Německem.
V letech 1957–1963 působil jako velvyslanec Saúdské Arábie při OSN. V této funkce se zúčastnil jednání o Úmluvě OSN o mořském právu. Mimo jiné usiloval o to, aby Izrael nemohl využívat Ejlatský záliv. V polovině prosince 1962 byl kvůli podpoře neonacistů propuštěn. Izraelská média tvrdila, že se tak stalo kvůli Šukajrího sympatii s Egyptem, který byl v té době v konfliktu se Saúdskou Arábií.